# Darevskia dryada
Darevskia dryada är en ödleart som beskrevs av Ilya Sergeevich Darevsky och Tuniyev 1997. Darevskia dryada ingår i släktet Darevskia och familjen lacertider. IUCN kategoriserar arten globalt som akut hotad. Inga underarter finns listade i Catalogue of Life.
Arten förekommer i sydvästra Georgien och nordöstra Turkiet. Honor lägger ägg.